# Barrage de Muratlı
Le barrage de Muratlı est un barrage situé dans la province d'Artvin en Turquie sur le fleuve de Çoruh (Çoruh Nehri). Ce barrage est à 1 km en amont de la ville de Muratlı, ville frontière avec la Géorgie.